# Tapirus greslebini
Tapirus cristatellus is een uitgestorven tapir die tijdens het Plioceen in Zuid-Amerika leefde.

## Fossiele vondsten
Fossielen van Tapirus greslebini zijn gevonden in de Argentijnse provincie Buenos Aires. De vondsten dateren uit het Laat-Plioceen in de South American Land Mammal Age Ensenadan.

## Kenmerken
Tapirus greslebini was groter dan een laaglandtapir.